# 康叔
康叔（こうしゅく、生没年不詳）は、衛の初代君主。文王の九男で武王の同母弟。衛康叔、康叔封とも表記される。

## 生涯
周の文王の九男として生まれる。
周の武王が崩御し、子の成王が立ったが、まだ幼かったので、弟の周公旦が国政を代行した。しかし、その弟である管叔と蔡叔らは周公旦を疑い、殷の帝辛（紂王）の子である武庚禄父とともに反乱を起こして成周を攻撃しようとした。そこで周公旦は成王の命により出兵して反乱軍を討ち、首謀者である管叔と武庚禄父を誅殺し、蔡叔を放逐した。周公旦は武庚禄父亡き後の殷の民を弟の康叔に委ね、康叔を衛君に封じ、黄河と淇水の間にある故商墟（旧殷の都、のちの朝歌：現在の河南省淇県）に赴任させた。この時、周公旦は康叔がまだ若いのを危惧して、「康誥」・「酒誥」・「梓材」の3つを教え込み、為政者の法則とさせた。
こうして康叔は封国である衛に赴任すると、周公旦の命に従って善政を布いたため、民から慕われることとなった。やがて周の成王も成人となり、国政を行えるようになったので、成王は康叔を周の司寇とし、周王室の宝物を下賜して康叔の有徳を表彰した。
康叔が薨去すると、子の康伯が立った。
『高麗史』によると、高麗王朝の建国者である王建は康叔の子孫である。 

## 家族

### 父
- 文王

### 同母兄弟
- 伯邑考…長兄
- 武王…次兄
- 管叔鮮…三兄
- 周公旦…四兄
- 蔡叔度…五兄
- 曹叔振鐸…六兄
- 成叔武…七兄
- 霍叔処…八兄
- 冉季載…十弟

### 子
- 康伯

## 参考資料
- 司馬遷『史記』（衛康叔世家第七）